# Aquiloniella aviculariae
Aquiloniella aviculariae is een mosdiertjessoort uit de familie van de Candidae. De wetenschappelijke naam van de soort is, als Scrupocellaria aviculariae, voor het eerst geldig gepubliceerd in 1918 door Yanagi & Okada.